# 弗雷斯诺德拉波尔沃罗萨
弗雷斯诺德拉波尔沃罗萨，是西班牙卡斯蒂利亚-莱昂萨莫拉省的一个市镇。 总面积4平方公里，总人口208人（2001年），人口密度52人/平方公里。